# 乌鲁斯特市镇

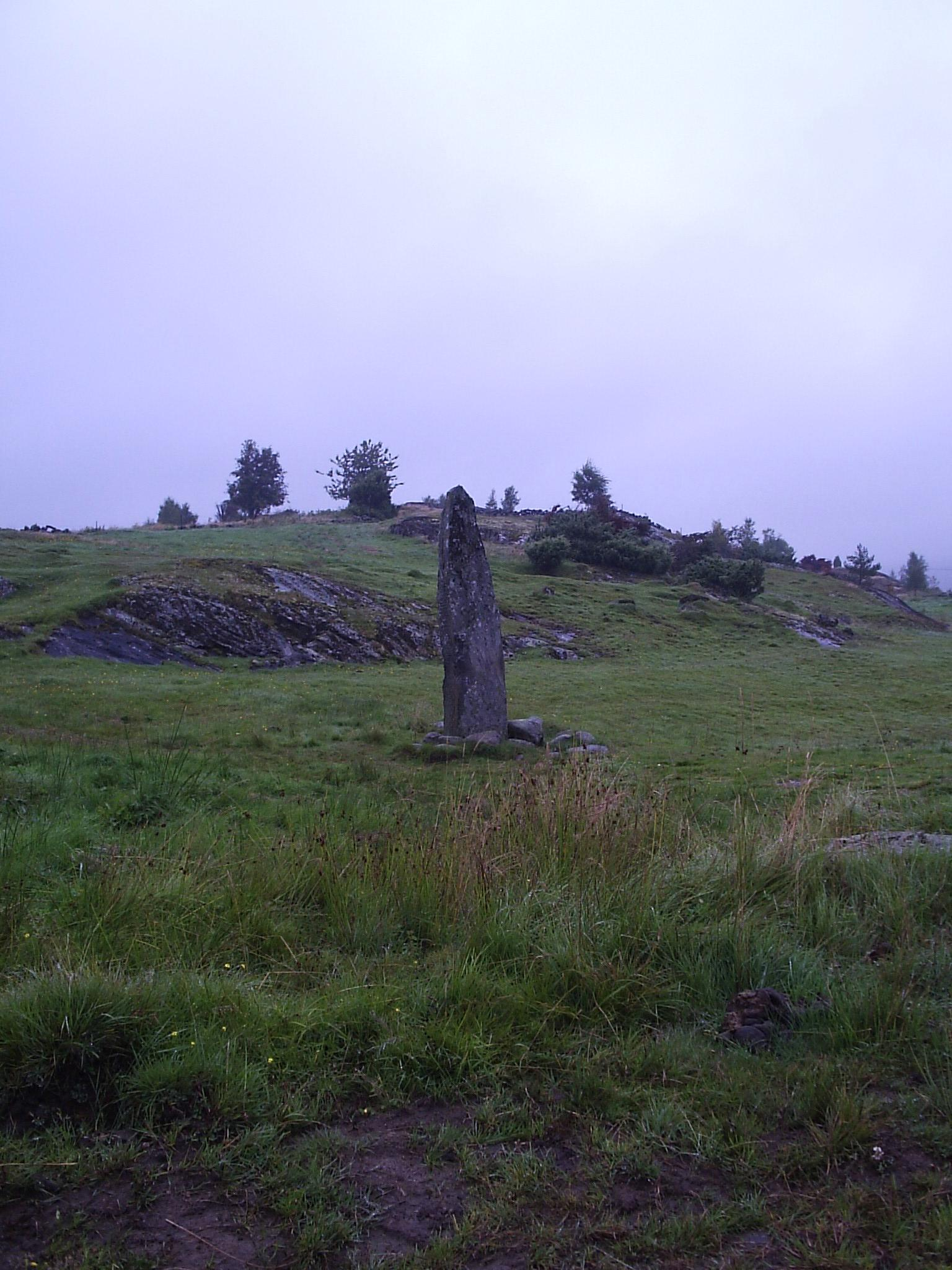
烏魯斯特島上的如尼石

乌鲁斯特市镇（瑞典語：Orusts kommun）是瑞典西部西约塔兰省的一个市镇。其大部份面積位於烏魯斯特島上，治所约有1,800名居民，位于烏魯斯特島上的海农。